# Formosa olandese
Formosa olandese si riferisce al periodo del governo coloniale olandese dell'isola di Formosa (nota come Taiwan), tra il 1624 e il 1662. Nel contesto delle esplorazioni geografiche (che caratterizzavano quel periodo), la Compagnia Olandese delle Indie Orientali si stabilì nell'isola, instaurando rapporti commerciali con Cina e Giappone e cercando di strappare il dominio commerciale portoghese e spagnolo nell'Asia orientale.

## Storia

### Precedenti
All'inizio del XVII secolo, le forze cattoliche di Spagna e Portogallo si contrapponevano a quelle dell'Impero britannico e dell'Olanda, entrambe protestanti, molto spesso in guerra aperta tra loro sia sullo scenario europeo, sia nei territori coloniali in Asia. Gli olandesi effettuarono un primo tentativo per instaurare dei rapporti commerciali con la Cina nel 1601, ma vennero respinti dalle autorità cinesi che avevano stretto dei rapporti con i portoghesi insediati a Macao già dal 1535.
Nel 1604 partì da Batavia (base centrale dei possedimenti olandesi in Asia) una spedizione guidata dall'ammiraglio van Warwijk, volta ad attaccare Macao. La flotta, però, fu colpita da un tifone, obbligando gli olandesi a ripararsi sulle isole Pescadores, un piccolo arcipelago 50 chilometri ad ovest dell'isola di Formosa. Una volta arrivati, l'ammiraglio tentò di negoziare alcuni termini commerciali con i cinesi della terraferma, ma questi richiesero un'ingente somma di denaro solo per avere il "privilegio" di un colloquio. Rifiutati i termini proposti, gli olandesi si ritrovarono circondati da una flotta cinese e si videro costretti ad abbandonare la missione e riparare su un porto sicuro.
La Compagnia delle Indie Orientali olandese provò a forzare militarmente la Cina in modo che concedesse l'apertura di una base commerciale nella provincia di Fujian e domandarono anche l'espulsione dei portoghesi, con i quali gli olandesi combatterono nella guerra olandese-portoghese, da Macao. Gli olandesi assalirono delle navi da trasporto cinesi dopo il 1618 e catturarono delle giunche in ostaggio nel fallimentare tentativo di forzare la mano ai cinesi e accordare le loro richieste.
Nel 1622, dopo un altro attacco olandese su Macao andato a vuoto, la flotta salpò verso le isole Pescadores, questa volta intenzionalmente e con l'obiettivo di creare una base a Makung. Gli olandesi costruirono qui un forte grazie al lavoro forzato della manodopera cinese locale. La supervisione ai lavori si rivelò essere molto dura e il cibo talmente razionato che dei 1.500 lavoratori utilizzati nelle opere di costruzione, 1.300 perirono. Nello stesso anno la nave "Goulden Leeuw" naufragò sull'isola di Lamay, non lontano dalle coste sud-occidentali di Formosa; i superstiti furono trucidati dalla popolazione locale. L'anno successivo mercanti olandesi in cerca di una base nell'area, arrivarono sull'isola e crearono una base commerciale per i loro traffici con il Giappone e le aree costiere della Cina.
Gli olandesi chiesero nuovamente alla Cina l'apertura dei porti della provincia di Fuijan ai loro traffici. I cinesi, nella persona del governatore di Fuijan, Shang Zhouzuo, però, avvisarono gli olandesi di ritirarsi dalle isole Pescadores, in quanto territorio cinese, sull'isola di Formosa da dove avrebbero potuto continuare i loro traffici commerciali. La mancanza di intesa tra le parti sfociò, tra il 1622 e il 1624, in scontro aperto tra olandesi e cinesi il quale si concluse con la vittoria cinese e il conseguente abbandono delle Pescadores e il ritiro su Formosa da parte degli olandesi.

### Primi anni (1624-1625)
Dopo gli accordi stipulati tra cinesi ed olandesi, questi ultimi iniziarono i lavori di costruzione di un forte, secondo i costumi dell'epoca, che avrebbe servito come struttura difensiva e base locale per le future attività commerciali. Inizialmente costruito sulla penisola sabbiosa di Tayouan, la struttura venne in seguito spostata su un'altura chiamata, ampliata e chiamata Fort Zeelandia. Un altro forte, Fort Provintia venne costruito a qualche chilometro di distanza per permettere un maggiore controllo sull'area.

### Maggiore controllo e pacificazione degli aborigeni
Il primo compito svolto dalla colonia fu quello di punire i villaggi che si erano opposti violentemente all'occupazione olandese e integrare ai possedimenti coloniale quei villaggi che avevano stipulato dei trattati di alleanza con la Compagnia delle Indie Orientali olandese (VOD). La prima spedizione punitiva si tenne contro i villaggi di Bakloan e Mattau, a nord di Fort Zeelandia. La campagna contro Mattau si rivelò essere più semplice del previsto e la tribù fu sottomessa dopo aver raso al suolo il loro villaggio. Queste attività svolsero un'azione coercitiva nei confronti di altri villaggi, da Tirosen (oggi Chiayi) a Longkiau (oggi Hengchun), sottoposti al controllo territoriale olandese.
Mentre la campagna di pacificazione delle popolazioni aborigene continuava sulla terraferma di Formosa, in mare le relazioni con la Cina si incrinarono quando gli olandesi cercarono di tassare le navi che passavano nello stretto di Taiwan. Ne conseguì un breve confronto armato che vide i cinesi, capeggiati dall'ammiraglio Zheng Zhilong, sconfiggere gli olandesi nella battaglia della baia di Liaoluo nel 1633.
Alcuni missionari olandesi furono uccisi dagli aborigeni durante il processo di conversione, come nel caso del missionario Daniel Hendrickx che, durante una missione a cui era stato assegnato per via della sua conoscenza delle lingue locali, fu smembrato da una tribù locale e i suoi resti portati in trionfo.

### Pax Hollandica e cacciata degli spagnoli
In seguito alle campagne di pacificazione del 1635-1636, numerosi furono i villaggi di nativi che giurarono fedeltà agli olandesi, alcune volte per paura di ritorsioni militari, altre per i benefici che la protezione degli europei poteva fornire (soprattutto in termini di sicurezza e cibo). I territori andavano dai villaggi di Longkiau, nel sud dell'isola a circa 120 km da Fort Zeelandia, fino a Favorlang, situato nella zona centrale dell'isola a 90 km da Fort Zeelandia. La relativa calma che il governo olandese riuscì a stabilire nei territori controllati venne definita "Pax Hollandica" da alcuni commentatori dell'epoca.
Un'area dell'isola fuori dal controllo olandese fu quella settentrionale che a partire dal 1626 venne incorporata ai possedimenti spagnoli, ai quali appartenevano gli insediamenti di Tamsui e Keelung. La fortezza spagnola costruita a Kelung fu abbandonata a causa della mancanza di risorse per il suo mantenimento, ma il forte Santo Domingo, costruito a Tamsui, rappresentò un ostacolo alle ambizioni olandesi sull'isola e nell'intera regione. Per questo nel 1642 gli olandesi crearono una forza di spedizione composta da soldati della Compagnia e guerrieri nativi, con l'obiettivo di far sgomberare il piccolo contingente dalla fortezza e quindi dall'isola. In seguito alla sconfitta spagnola, gli olandesi vollero portare i territori settentrionali sotto la loro bandiera, seguendo quel processo di pacificazione che avevano affrontato negli anni precedenti nei territori meridionali.

### Aumento della presenza cinese e rivolta di Guo Huaiyi (1643–1659)
Gli olandesi iniziarono ad incentivare l'immigrazione su larga scala di cinesi verso l'isola, principalmente da Fuijan. La maggior parte degli immigrati erano giovani maschi senza famiglia scoraggiati dalla permanenza sull'isola in quanto spesso definita come "La Porta dell'Inferno" per via della sua reputazione di prendersi le vite di marinai ed esploratori. Dopo una prima rivolta della popolazione Han nel 1640, la rivolta di Guo Huaiyi nel 1652 vide un'insurrezione organizzata contro il governo olandese, alimentata dalla rabbia per le tasse punitive e la corruzione degli ufficiali. Gli olandesi sedarono la rivolta duramente, con il 25% di coloro che parteciparono alle azioni di rivolta condannati a morte o uccisi durante le settimane successive all'insurrezione.

### Rivolte aborigene
Numerosi villaggi di nativi si ribellarono al controllo olandese negli anni 50' del '600 per via dell'oppressione che la Compagnia esercitava richiedendo sempre maggiori quantità di pelli di cervo, riso e donne. La rivolta prese il via nel villaggio di Wo-lao-wan nel 1652, a ridosso della rivolta cinese che infiammò l'isola. Durante la sommossa due traduttori olandesi furono decapitati nel villaggio di Wu-lao-wan e in seguito ad altri scontri 30 aborigeni e 2 olandesi rimasero uccisi. La resa dei locali e la conseguente pace si ebbero nel 1653 in seguito all'embargo di sale e ferro che la Compagnia applicò ai territori ribelli.

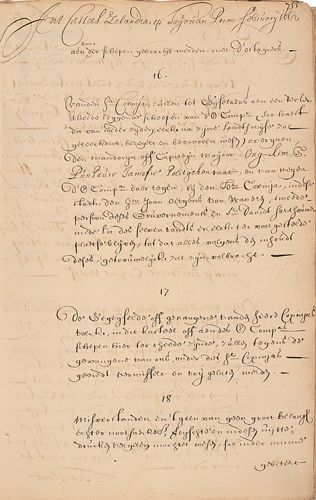
Trattato di pace tra Coxinga e il Governo coloniale olandese del 1662

### Assedio di Forte Zeelandia e fine del Governo olandese di Formosa
Nel 1661 una forza di 200 navi da guerra, guidate dal generale Zheng Chenggong leale ai Ming, sbarcò a Lakjemuyse con l'intento di soppiantare l'amministrazione olandese e creare sull'isola di Formosa una base leale ai Ming. in seguito a nove mesi di assedio, le forze cinesi riuscirono a far capitolare il Forte Zeelandia e obbligarono i rappresentanti locali della Compagnia delle Indie Orientali olandese a firmare la pace il 1 febbraio 1662 e ad abbandonare l'isola. Da quel momento Formosa diventò possedimento del Regno di Tungning.
Gli olandesi si allearono in seguito alla dinastia Qing per combattere il regime di Zheng Chenggong a Taiwan e nel 1664 riuscirono a riprendere la fortezza di Keelung. Il generale lealista inviò a nord delle truppe per cacciare nuovamente gli olandesi, ma senza successo. Gli olandesi si ritirarono definitivamente da Keelung, abbandonando le mire coloniali sull'isola, nel 1668 in seguito ad alcune rivolte di locali e alla mancanza di progressi nella riconquista dei territori originari della colonia..

## Governo
Gli olandesi reclamarono la loro sovranità su tutta l'isola, ma a causa dell'inaccessibilità di alcune aree dell'entroterra per via della catena montuosa centrale, il controllo effettivo fu limitato alle zone di pianura sulla costa occidentale, più piccole e isolate aree sulla costa orientale. La totalità dei territori furono acquisiti tra il 1624 e il 1642, con la maggior parte dei villaggi nativi obbligati a giurare fedeltà al governo coloniale olandese e in seguito lasciati, per la maggior parte, all'autogoverno.
Il modo di riconoscere il dominio olandese era quello di portare una piccola pianta autoctona (spesso una noce di Betel o una noce di cocco) piantata nella terra da un particolare villaggio alla sede del governatore, che rappresentava la concessione della terra agli olandesi. Il governatore, a questo punto, concedeva al capo del villaggio un abito e una verga come simbolo del suo potere, oltre alla Prinsenvlag (la "Bandiera del Principe", la bandiera simbolo di Guglielmo I d'Orange) da issare sul suo villaggio.

La Prinsenvlag, bandiera issata sui villaggi sottoposti al controllo olandese.

Ad assistere il governatore nel suo lavoro, venne creato il Concilio di Tayouan, composto dai vari notabili residenti sull'isola. Il presidente di questo concilio era il secondo in comando al governatore e poteva farne le sue veci in caso di decesso o di impossibilità.

### Governatori
Il Governatore di Formosa (in Olandese: Gouverneur van Formosa; in Cinese: 台灣長官) è stato il capo del governo dell'isola di Taiwan durante il periodo coloniale dal 1624 al 1662. Nominato direttamente dal governatore generale delle Indie orientali olandesi a Batavia (oggi Giacarta), il Governatore di Formosa aveva il potere di legiferare, riscuotere le tasse, dichiarare guerra e firmare la pace in nome della Compagnia olandese delle Indie orientali (VOC) e quindi dello stato olandese. La sua residenza era il Fort Zeelandia sull'isola di Tayouan (oggi nel distretto di Anping nella città di Tainan).
| N° | Nome                           | Mandato     |
| -- | ------------------------------ | ----------- |
| 1  | Martinus Sonck                 | 1624 - 1625 |
| 2  | Gerard Frederikszoon de With   | 1625 - 1627 |
| 3  | Pieter Nuyts                   | 1627 - 1629 |
| 4  | Hans Putmans                   | 1629 - 1636 |
| 5  | Johan van der Burg             | 1636 - 1640 |
| 6  | Paulus Traudenius              | 1640 - 1643 |
| 7  | Maximiliaan le Maire           | 1643 - 1644 |
| 8  | François Caron                 | 1644 - 1646 |
| 9  | Pieter Anthoniszoon Overtwater | 1646 - 1649 |
| 10 | Nicolaas Verburg               | 1649 - 1653 |
| 11 | Cornelis Caesar                | 1653 - 1656 |
| 12 | Frederick Coyett               | 1656 - 1662 |

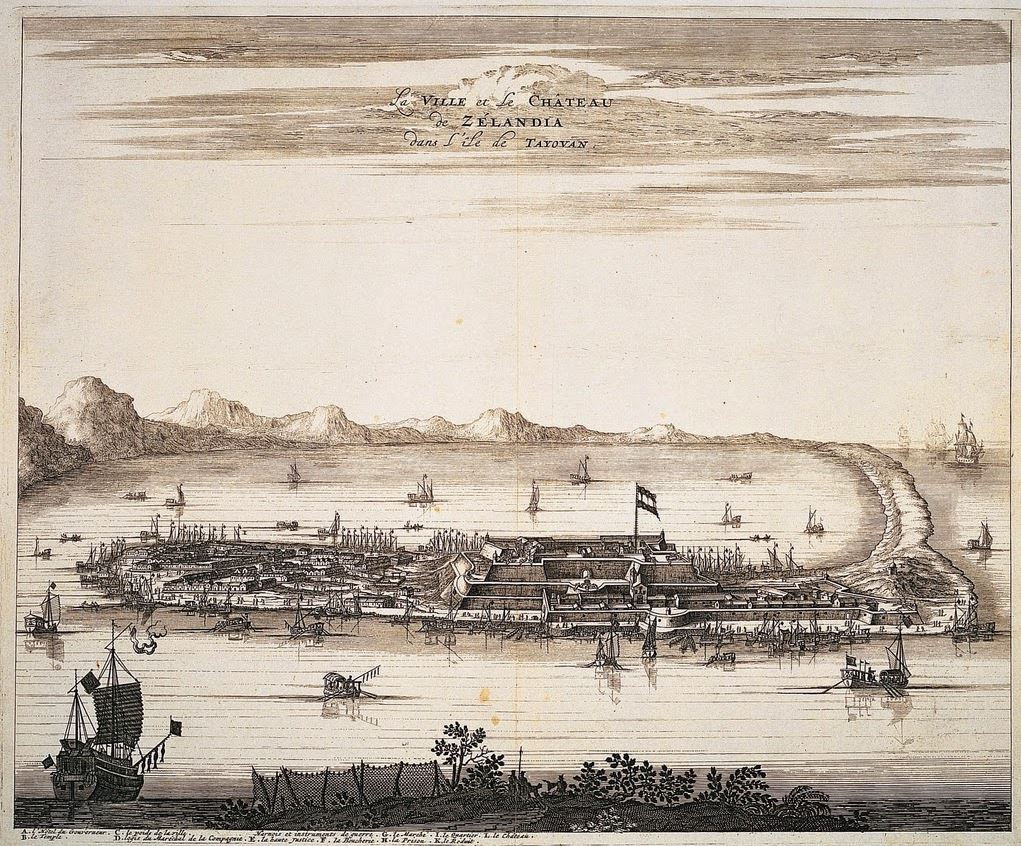
Rappresentazione di Fort Zelandia, sede del Governatore di Formosa.

Durante l'epoca coloniale ci furono, in tutto, dodici Governatori. L'uomo che avrebbe dovuto diventare il tredicesimo Governatore, Harmen Klenck van Odessen, fu insignito della carica dal Governatore Generale del VOC Joan Maetsuycker durante l'assedio di Fort Zeelandia da parte dei lealisti Ming. Klenck si rifiutò di scendere a terra per occupare il suo incarico, sebbene sollecitato dal Governatore in carica, Frederick Coyett, riprendendo il largo con la sua flotta senza mai mettere piede su Formosa.

## Economia
La "fabbrica di Tayouan" (come l'insediamento commerciale della VOC veniva chiamato) divenne la seconda area produttiva più redditizia in tutte le Indie orientali olandesi (dopo l'insediamento di Dejima), sebbene la colonia impiego 22 per generare profitti per la Compagnia. Beneficiando del commercio triangolare tra i mercati locali di Cina e Giappone, in aggiunta allo sfruttamento delle risorse naturali di Formosa, gli olandesi furono in grado di trasformare l'area in un'attività remunerativa. Fu introdotta, quindi, un'economia monetaria (utilizzando il Real spagnolo, utilizzato dalla VOC) e questo periodo vide per la prima volta l'isola inserita in un serio progetto di sviluppo economico.

### Commercio
L'intenzione originale dell'insediamento di Fort Zeelandia, nella parte meridionale dell'isola, era quello di fornire una base per il commercio con Cina e Giappone, così come cercare di interferire con i commerci degli imperi portoghese e spagnolo nell'area. Tra i beni che venivano commerciati spiccavano la seta dalla Cina e l'argento dal Giappone, oltre ad altre merci.

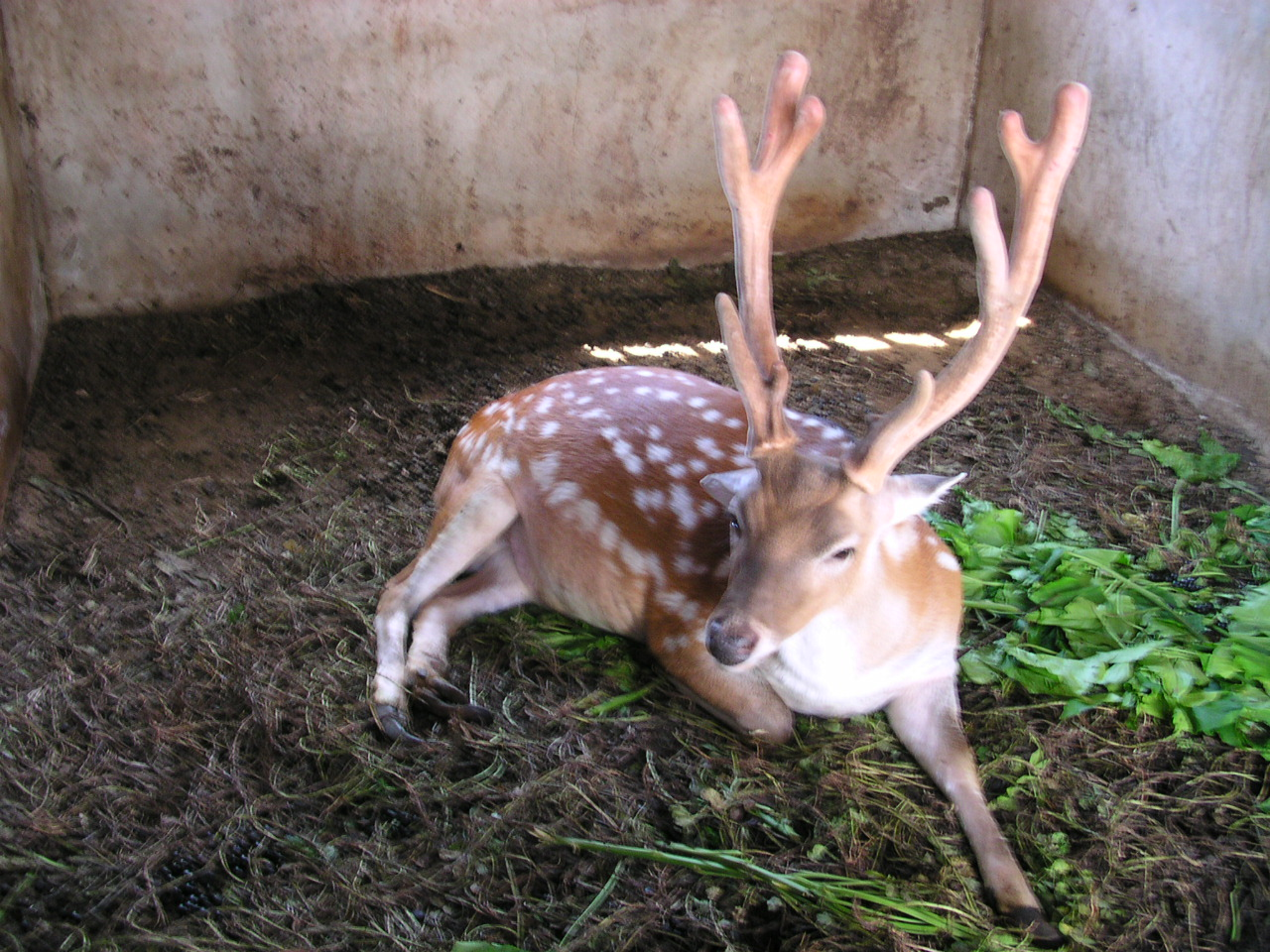
Il Cervus nippon taioanus o cervo sika.

Dopo aver eretto la loro fortezza, gli olandesi capirono il potenziale delle grandi mandrie di una particolare sottospecie del cervo sika (Cervus nippon taioanus) che vagavano nelle pianure occidentali dell'isola. La dura pelle di questo cervo era molto valutata presso i commercianti giapponesi, i quali la utilizzavano per fabbricare le armature dei samurai. Altre parti del cervo venivano vendute ai cinesi come cibo e per l'utilizzo nella medicina tradizionale. Gli Olandesi pagavano gli indigeni per ogni cervo che gli veniva consegnato e cercarono di organizzare le scorte di questo animale per far fronte alla domanda. Sfortunatamente i cervi che le popolazioni dell'isola utilizzavano per il loro sostentamento iniziarono a scomparire, obbligandoli ad adottare nuove forme di sopravvivenza. La sottospecie venne comunque mantenuta in vita in cattività e fu successivamente reintrodotta nel suo habitat allo stato brado. Nel 1638, gli olandesi esportarono 151.400 pelli di cervi, catturati sull'isola di Taiwan, verso il Giappone e sebbene il numero di pelli esportate ebbe un calo dovuto alla mancanza di materia prima, le esportazioni restarono comunque nella fascia di 50.000-80.000. Il te fu un altro grande punto all'interno dei traffici olandesi per via delle piantagioni che vennero piantate, con l'arrivo dei coloni cinesi, sulle pendici collinari dove il riso non poteva essere coltivato.
Sebbene la canna da zucchero fosse presente a Taiwan, le popolazioni indigene non furono mai in grado di produrre lo zucchero granulare dalla canna grezza. Con loro, gli immigrati cinesi portarono e introdussero sull'isola la tecnica della trasformazione della canna da zucchero grezza in zucchero granulare. In questo modo lo zucchero divenne il bene di esportazione più importante, superando di molto, in termini di profitto, lo zucchero prodotto a Java. Circa 300.000 jin di zucchero, un terzo della produzione totale, furono trasportati in Persia nel 1645. Nel 1658, a Taiwan, vennero prodotti 1.730.000 jin di zucchero e 800.000 jin furono trasportati in Persia, 600.000 jin furono commerciati con il Giappone, mentre il restante fu spedito a Batavia.
Un altro grande prodotto dell'"industria di Taiwan" fu lo zolfo, raccolto nelle vicinanze di Keelung e di Tamsui
Taiwam, specialmente la città di Taoyuan, divenne un importante centro logistico per tutta la rete commerciale dell'Asia orientale. I prodotti provenienti da Giappone, dalla provincia cinese di Fukien, dal Vietnam e dalla Thailandia passarono attraverso lo snodo di Taiwan e poi spediti verso altre nazioni in base alla domanda del mercato. Gli olandesi esportavano abra, spezie, pepe, piombo, latta, canapa, cotone, oppio e legno di kapok dal sud-est asiatico, attraverso Batavia, fino alla Cina tramite lo scalo di Taiwan, mentre esportavano seta, porcellana, oro ed erbe dalla Cina al Giappone e all'Europa sempre passando dallo scalo di Taiwan.

### Agricoltura
Gli olandesi impiegarono la manodopera cinese per la coltivazione della canna da zucchero e del riso per l'esprtazione; parte di questi prodotti vennero esportati fino ai mercati della Persia. I tentativi di persuadere le tribù indigene ad abbandonare la caccia e adottare uno stile di vita sedentario non ebbe risultati positivi in quanto per loro la coltivazione aveva due inconvenienti: primo, stando alla tradizionale divisione sessuale dei doveri, era un lavoro destinato alle donne; secondo, era un lavoro troppo faticoso.
Perciò gli olandesi importarono lavoratori cinesi e fu la prima volta che sull'isola ci fu una migrazione di massa da parte dei cinesi; stando ad alcune stime, circa 50-60.000 cinesi si stabilirono a Taiwan durante i 37 anni di dominio olandese. I coloni cinesi furono incoraggiati a trasferirsi sull'isola grazie al trasporto gratuito, spesso fornito dagli olandesi, e anche alla fornitura di strumenti agricoli e buoi per avviare una fattoria. D'altra parte, gli olandesi avrebbero trattenuto un decimo della produzione agricola come tassa.

### Tassazione
Dopo che gli olandesi presero il controllo su Taiwan, imposero immediatamente una tassa su tutti i beni importati ed esportati. Sebbene l'ammontare di questa tassazione non siano noti per via della mancanza di registri, gli olandesi raccolsero molti profitti dai dazi sull'esportazione incassati grazie ai commercianti giapponesi e cinesi. Questo provocò la tensione tra giapponesi e olandesi che sfociò nell'incidente di Hamada Yahei del 1628.
Un'altra forma di tassazione fu l'imposizione del testatico su ogni individuo non olandese sopra i sei anni di età. Inizialmente questa tassa ammontava ad un quarto di real, mentre in seguito fu aumentato a mezzo real. Nel 1644 l'ammontare totale del testatico imposto era di 33.700, successivamente questa cifra superò i 70.000 real. Insieme alle politiche restrittive sul possesso della terra e all'estorsione da parte dei corrotti soldati olandesi, la tassazione fornì le motivazioni per le insurrezioni del 1640 e del 1650.
Gli olandesi imposero una tassa anche sulla caccia. Vendettero licenze per scavare delle fosse che fungevano da trappole per 15 real al mese e licenze per costruire trappole al laccio per un real; non furono istituire licenze sulla pesca, ma questa attività venne comunque tassata. Durante il periodo di caccia tra l'ottobre 1638 e il marzo del 1639, l'ammontare totale della tassa sulla caccia fu di 1.998,5 reals. 
Nel 1653, le entrate olandesi provenienti da Taiwan furono stimate a 667.701 gulden, 3 stuiver e 12 penning, incluse le rendite di 381.930 gulden dal commercio. Questo indica che per gli olandesi, la tassazione divenne la via principale per fare profitti a Taiwan.

## Demografia
Prima dell'insediamento degli olandesi, sull'isola vivevano quasi esclusivamente popolazioni di aborigeni, ovvero popolazioni parlanti vari dialetti austronesiano che vivevano in società di cacciatori-raccoglitori e praticanti alcune tecniche agricole. La stima della popolazione autoctona di Formosa prima è difficile, in quanto all'arrivo dei coloni europei non era presente un'autorità che governasse sull'intera isola e che potesse avviare un processo di censimento. Anche con la massima espansione del controllo olandese negli anni '50 del XVII secolo, restavano alcune aree dell'isola fuori dall'autorità coloniale e quindi impossibili da registrare nelle statistiche. 

### Etnie

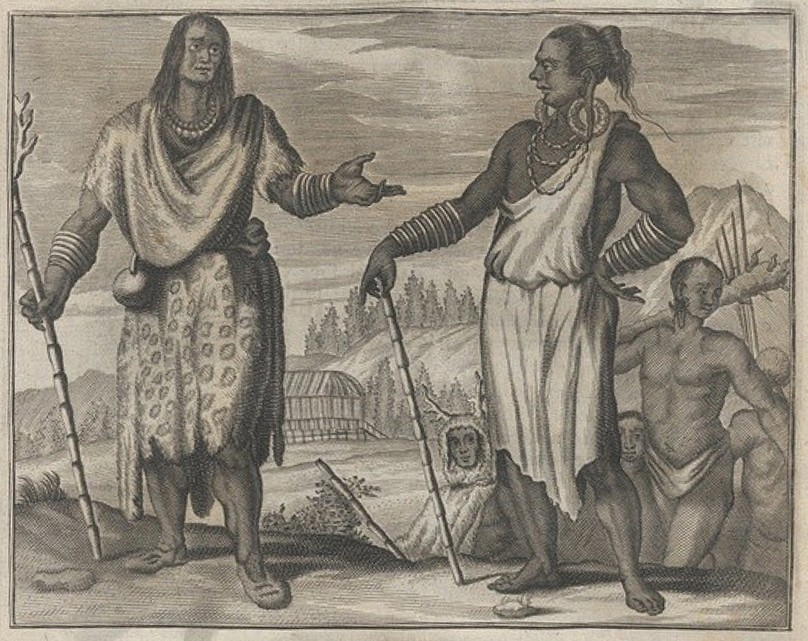
Rappresentazione di autoctoni formosiani, dal libro di Olfert Dapper "Gedenkwaerdig bedryf" (1670)

La popolazione della colonia era composta fondamentalmente da tre gruppi etnici: gli indigeni, il contingente olandese e i cinesi. Ci furono anche dei coloni spagnoli residenti nella parte settentrionale dell'isola tra il 1626 e il 1642, nell'area di Keelung e Tamsui. All'epoca erano presenti anche un ristretto gruppo di commercianti-pirati coreani e giapponesi conosciuti come wokou che operavano al largo della costa controllata dagli olandesi.

#### Aborigeni
Le popolazioni di nativi di Taiwan iniziarono ad abitare l'isola già migliaia di anni prima dell'arrivo degli olandesi. Stimare il numero totale degli indigeni è difficile, ma alcuni commentatori dell'epoca riportano della presenza di circa 150.000 persone sul territorio dell'intera isola sotto il controllo olandese. Vivevano in villaggi con una popolazione che andava da qualche centinaio fino a 2.000 persone negli insediamenti più grossi, parlanti diversi dialetti di lingue formosane, alcuni non comprensibili tra loro.

#### Olandesi
Il contingente olandese era inizialmente composto per la maggior parte da soldati con alcuni schiavi e lavoratori, provenienti da diverse colonie olandesi, in particolare dall'area intorno a Batavia. Il numero di soldati di stanza sull'isola variava in base alle esigenze militari della colonia, da un minimo di 180 truppe dei primi giorni, fino ad un massimo di 1.800 poco prima dell'invasione di Zheng Chenggong. Erano presenti anche altre persone, come i mercanti, i missionari e gli insegnanti, oltre agli schiavi introdotti dalle loro altre colonie che, generalmente, servivano come schiavi personali delle figure più importanti dell'isola.
Le donne vennero prese come partner sessuali da parte dei cinesi all'espulsione degli olandesi da Taiwan nel 1662. Durante l'assedio di Fort Zeelandia, nel quale le forze assedianti comandate dal lealista Ming Zheng Chenggong sconfissero la Compagnia delle Indie orientali olandese e conquistarono Taiwan, i cinesi presero le donne olandesi e i bambini come schiavi. Il missionario Antonius Hambroek, due sue figlie e la moglie furono tra i prigionieri di guerra. Il comandante cinese inviò Hambroek a Fort Zeelandia domandando la resa oppure al ritorno sarebbe stato ucciso. Il missionario arrivò quindi al forte dove erano riuscite a ripararsi altre due sue figlie. Hambroek esortò l'amministrazione olandese a non arrendersi in quanto affermava che le forze cinesi erano affamate e sull'orlo della ribellione, così tornò al campo di Zheng Chenggong. Fu così che venne condannato a morte per decapitazione. Oltre a questo, tra i cinesi si sparse la voce che gli olandesi stessero incoraggiando i nativi ad uccidere i cinesi, quindi il comandante assediante ordinò un'esecuzione di massa dei prigionieri olandesi maschi come vendetta. Tra le vittime si annoverarono anche alcune donne e bambini. I sopravvissuti divennero schiavi dei cinesi. lo stesso comandante prese la figlia minorenne di Hambroek come concubina, descritta da un commentatore dell'epoca come "una graziosa e dolce ragazza". Le altre donne furono distribuite tra i comandanti dell'esercito lealista Ming, che le obbligarono a diventare loro concubine.
Alcune delle caratteristiche fisiche olandesi come i capelli rossi o ramati presenti nelle popolazioni della parte meridionale dell'isola, sono la conseguenza dei rapporti tra le donne diventate concubine e i comandanti cinesi. Le donne che furono prese schiave concubine e mogli non furono mai liberate. Nel 1648 alcune di queste vennero registrate ancora in cattività; un mercante olandese a Quemoy venne contattato da un figlio del comandante Zheng Chenggong per trattare il rilascio di alcuni schiavi, ma senza successo.

#### Cinesi
Quando gli olandesi arrivarono a Taiwan era già presente una rete di mercanti di etnia Han che vivevano sull'isola e commerciavano (in particolare derivati dai cervi) con i locali formosani. Il numero di cinesi presenti si stima essere stato di 1.000 o 1.500 individui circa, quasi tutti maschi e di cui la maggior parte residenti stagionali che tornavano poi nella provincia di Fujian.
A partire dal 1640 gli olandesi iniziarono a incoraggiare una migrazione su larga scala di cinesi verso formosa per andare a servire come contadini nelle fattorie, venendo trasportati dalla provincia di Fujian e forniti di buoi e materiali per avviare l'attività agricola, come sementi e attrezzi agricoli. Le stime di quanti Han si siano spostati sull'isola alla fine del periodo olandese variano tra 10.-15.000 fino ad un massimo di 50-60.000 anche se secondo gli storici le prime cifre sono quelle che descrivono meglio l'entità della migrazione.

#### Altri
La VOC provvide a trasportare nella sua colonia anche schiavi giavanesi e vietnamiti e, nel 1643, offrì delle ricompense agli indigeni che avrebbero catturato gli schiavi fuggiti. 18 schiavi vietnamiti e giavanesi furono utilizzati in un attacco olandese contro i Tammalaccow, insieme a 110 cinesi e 225 soldati regolari sotto la guida del Governatore Traudenius l'11 gennaio 1642. 7 vietnamiti e 3 giavanesi furono utilizzati in una spedizione alla ricerca di miniere d'oro, insieme a 200 cinesi e 218 soldati regolari sotto il comando del mercante Cornelis Caesar dal novembre 1945 al gennaio del 1646.